# Hawker Henley
Hawker Henley – brytyjski samolot do holowania celów (projektowany jako bombowiec nurkujący) z okresu II wojny światowej.

## Historia
W połowie lat 30. XX wieku brytyjskie Ministerstwo Lotnicze (Air Ministry) w związku z potrzebą modernizacji swoich sił wydało szereg wymagań na nowe samoloty wojskowe; jedne z nich – numer P.4/34 z 1934 roku dotyczyły lekkiego bombowca nurkującego, który miał zastąpić dwupłaty Hawker Hart i przy niewielkim udźwigu bomb mógł rozwijać znaczną prędkość.
Na podstawie tych wymagań wytwórnia lotnicza Hawker Aircraft Co. Ltd. opracowała projekt samolotu, zbliżonego swoją konstrukcją do samolotu myśliwskiego Hawker Hurricane. Projekt opracowany przez konstruktora Sydneya Camma oznaczono jako Hawker Henley. Jego konkurentem był Fairey P.4/34.
W dniu 10 marca 1937 roku został oblatany prototyp samolotu Hawker Henley z silnikiem Rolls-Royce Merlin Mk I, to jest z takim samym jak samolot myśliwski Hawker Hurricane. Spełniał on wymagania stawiane przez Ministerstwo Lotnicze, lecz w międzyczasie lotnictwo brytyjskie zrezygnowało z zamówienia bombowców nurkujących. Rozważano zaadaptowanie projektu jako myśliwiec pokładowy dla lotnictwa marynarki, jednakże wybrano w tym celu samolot Fairey Fulmar. Ostatecznie samolot Hawker Henley zamówiono jako nieuzbrojony samolot do holowania celów. Samolot w tej wersji, oznaczony jako Hawker Henley Mk III TT (TT – target tug – holownik celów), oblatano 26 maja 1938 roku, a następnie skierowano do produkcji seryjnej.
Ze względu na to, że wytwórnia Hawker Aircraft Co. Ltd. rozpoczęła w tym czasie produkcję samolotów Hawker Hurricane, produkcję samolotów Hawker Henley podjęła wytwórnia lotnicza Gloster Aircraft. Łącznie wyprodukowano 200 sztuk samolotów tego typu. Później zrezygnowano z ich produkcji.

## Służba w lotnictwie
Samoloty Hawker Henley Mk III TT po rozpoczęciu produkcji seryjnej skierowano do szkół lotniczych szkolących strzelców pokładowych. Nie sprawdziły się jednak w tej roli z uwagi na małą szybkość, jaką mogły rozwijać ciągnąc rękaw lotniczy. W związku z tym zaczęto ich używać do szkolenia artylerii przeciwlotniczej.
W trakcie eksploatacji okazało się, że silnik użyty w tym samolocie ulega częstym awariom, w związku z tym od 1942 roku wycofano je z użytkowania, wprowadzając na miejsce samoloty Boulton Paul Defiant, wycofywane z jednostek bojowych.

## Opis konstrukcji
Samolot Hawker Henley to jednosilnikowy, dolnopłat o konstrukcji metalowej, kabiny dwumiejscowa zakryte, podwozie wciągane w locie.

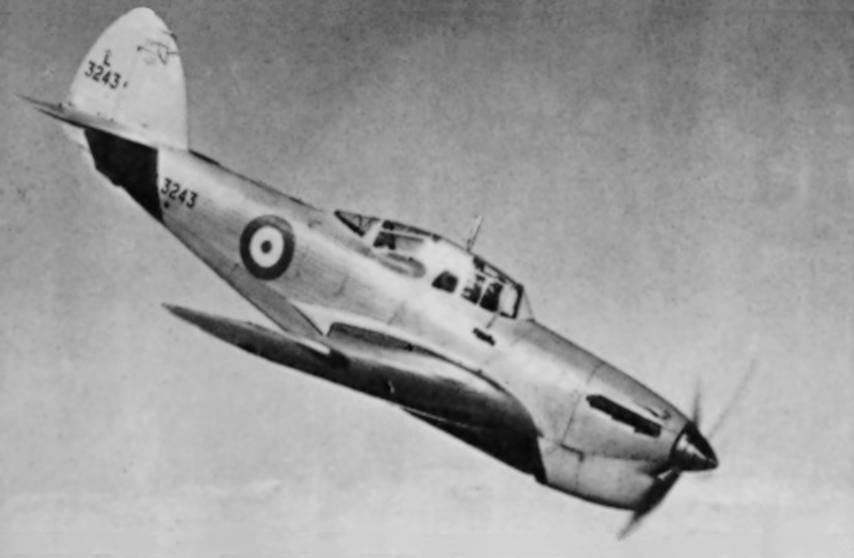
Henley w płytkim locie nurkowym
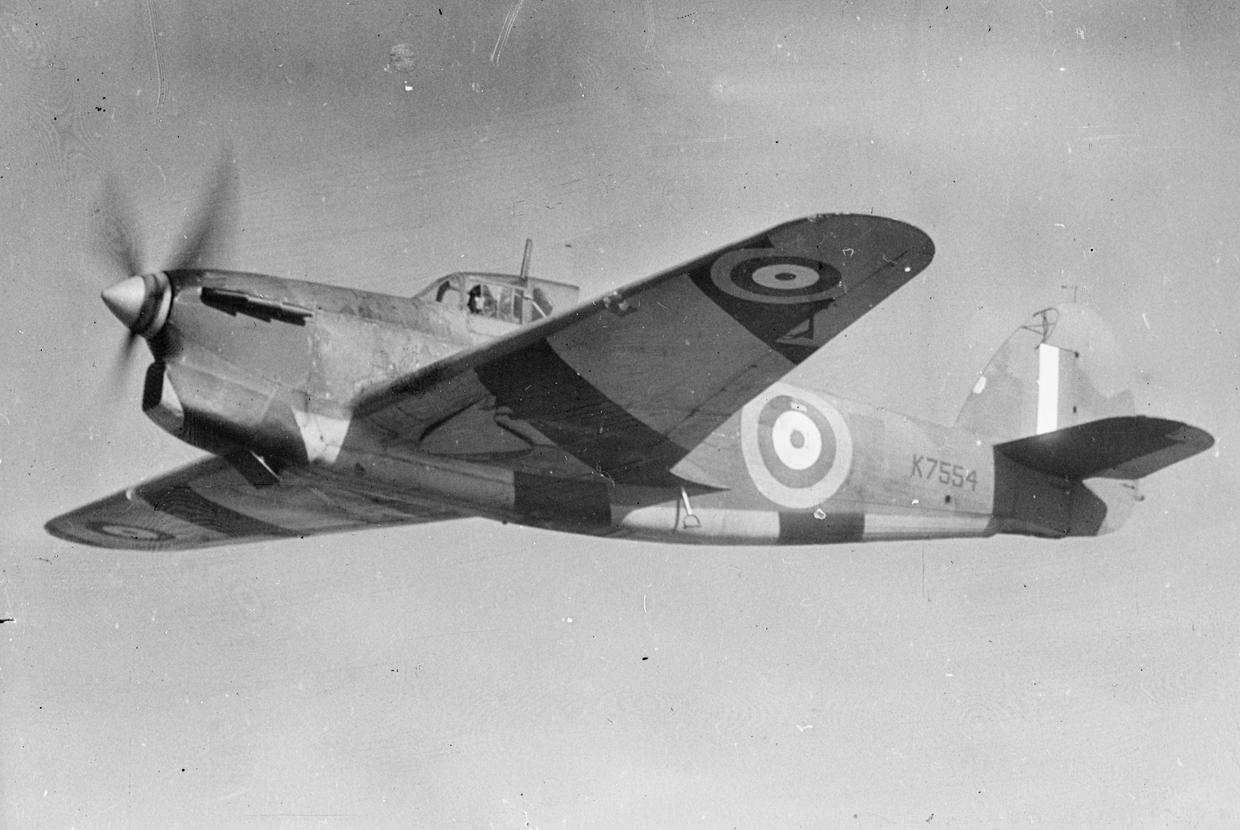
Henley TT III – widoczne typowe barwy dolnej powierzchni samolotów holujących cele
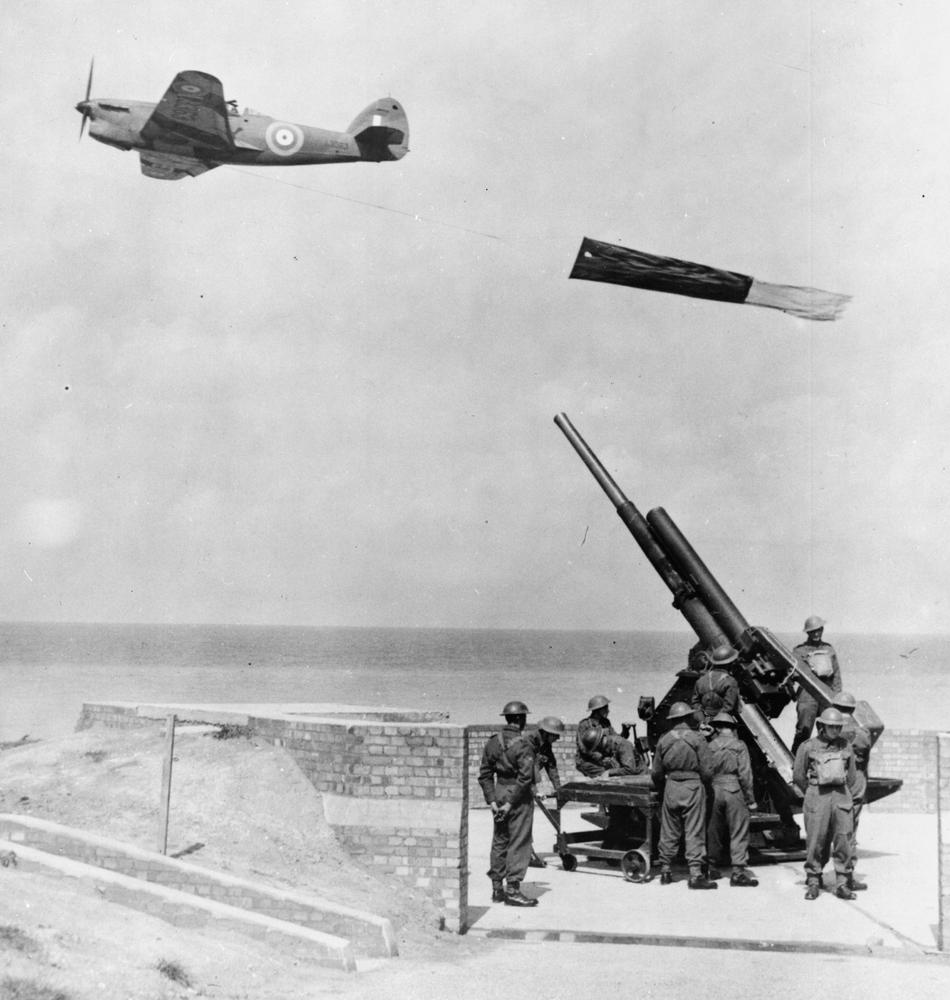
Hawker Henley TT III holujący cel